# Jul i Valhalla
Jul i Valhalla (danska: Jul i Valhal) är en dansk TV-julkalender, regisserad av Martin Schmidt, som visades 2005 och 2012 på TV 2 i Danmark. Den bygger på den nordiska mytologin. Kalendern visades första gången i Svensk Television 2007 och har visats ett antal gånger sedan dess, främst på Barnkanalen. Den finns också utgiven på DVD i Danmark.

## Handling
Sofie ska flytta till Singapore, där hennes mamma Tove fått nytt arbete. Innan de reser vill Tove fira en riktig jul på landet hos Sofies mormor Ragnhild. Ragnhild bor helt ensam, sånär på den gamla lurviga hunden Snifer. Väl där upptäcker Tove och Sofie att Ragnhild hyrt ut övervåningen till en skogsarbetare vid namn Asbjørn. Asbjørn är änkling men har två barn, Jonas och Emma. Sofie och Jonas blir vänner. Vid ett tillfälle bestämmer sig Sofie för att undersöka dösen Lokes Høj, som ligger bakom knuten. Tove anser att dösen bara är en jordhög med sten på, men den visar sig ruva på en stor hemlighet.

## Skådespelare
- Sofie – Laura Østergaard Buhl
- Jonas – Lukas Schwarz Thorsteinsson
- Tove – Ann Eleonora Jørgensen
- Asbjørn – Troels Lyby
- Emma – Clara Maria Bahamondes
- Ragnhild – Vigga Bro
- Snifer – Louis
- Loke – Martin Brygmann
- Oden – Søren Spanning
- Tor – Henrik Noel Olesen
- Heimdall – Peter Frödin
- Balder – Cyron Melville
- Hel – Lotte Andersen
- Tyr – Bjørn Fjæstad
- Freja – Helle Fagralid
- Idun – Lene Maria Christensen
- Njord – Morten Eisner
- Siv – Bodil Jørgensen
- Trym – Morten Suurballe

## Avsnitt
Nedan följer kalenderns samtliga 24 avsnitt med ungefärlig översättning till svenska.
1. Rejsen til mormor/Resan till mormor
2. Manden i hulen/Mannen i grottan
3. Sofies hemmelighed/Sofies hemlighet
4. Runemagi til Jonas/Runmagi åt Jonas
5. Pagten med Loke/Överenskommelsen med Loke
6. Den hemmelige tunnel/Den hemliga tunneln
7. Valhal/Valhall
8. Lokes forbrydelse/Lokes brott
9. Tv-reparatøren/TV-reparatören
10. Loke på æblerov/Loke på äppeljakt
11. Odins runer/Odens runor
12. Turen til Hel/Resan till Hel
13. Balders lys/Balders ljus
14. Thors brudefærd/Tors brudfärd
15. Rejsen til Udgård/Resan till Utgård
16. Fest hos Thrym/Fest hos Trym
17. Flygten fra Thrym/Flykten från Trym
18. Fenrisulven/Fenrisulven
19. Pas på ulven/Se upp för ulven
20. Sandhedens time/Sanningens minut
21. Mod fjender uden nåde/Mot fiender utan nåd
22. Et stort hjerte/Ett stort hjärta
23. Ragnarok/Ragnarök
24. Jul i Midgård/Jul i Midgård

## Kritik
Viss kritik riktades mot kalendern, främst av den danske författaren Lars-Henrik Olsen. Mycket av kritiken riktades mot korrektheten, en del saker stämde inte helt överens med den nordiska mytologin. I den nordiska mytologin är det Utgårds-Loke (även kallad Skrymer) som regerar Utgård, inte Trym som kalendern uttrycker. I julkalendern är Oden mycket mjukare än han var i den nordiska mytologin. Heimdall framställs mycket "fjolligare" än i riktiga mytologin och Fenrisulven är inte den gigantiska best han var i nordiska mytologin.
En annan punkt för kritiken var de ständigt återkommande musikvideorna. Under kalenderns 24 avsnitt visades 6 olika musikvideor. Att samma videor alltid visades väckte kritik, liksom att de inte alltid stämde överens med handlingen i avsnittet de är med i. Dessutom innehöll videorna klipp från senare avsnitt. Musikvideon "Lokes Rapsodi" visades exempelvis den 3 december för första gången. I tredje avsnittet är Loke ännu en gammal man med mycket långt skägg, fast i musikvideon är han ung. Detta grundas på att han äter Iduns ungdomsäpplen, fast inte förrän i avsnitt 10.

## Övrigt
Verklighetens Lokes Høj heter Dæmegårdsdösen och ligger i Tokkekøb Hegn i Allerøds kommun på norra Själland. Men eftersom dösens öppning är för liten för en vuxen människa spelades bara utomhusscenerna in där.